# انفجار ناقلة جوبا
انفجار ناقلة جوبا كان انفجار شاحنة صهريج وقع في 17 سبتمبر 2015 في إحدى ضواحي جوبا عاصمة جنوب السودان. وقتل ما يقدر بنحو 176 شخص، معظم الضحايا من الحشد الذي تجمهر في مكان تسريب الصهريج. أرسل الصليب الأحمر مساعدات إلى ضاحية ماريدي بعد الحادث. وارتفع عدد القتلى إلى 183 قتيلاً جراء الحادث. وسرعان ما زاد عدد القتلى إلى 193 شخصًا.